# Castillo de Chera
El castillo de Chera es una fortaleza de origen musulmán ubicada en la provincia de Valencia, que se localiza en un cerro situado a un kilómetro de la población, desde el que se dominaba la vega circundante, el desfiladero de Tormagal y el viario de Requena a Chulilla. Se desconoce la fecha en la que fue construida aunque considerando la presencia de una barbacana, elemento constructivo introducido en la península ibérica por los almorávides, puede situarse a principios del siglo XII. Se estima que su función principal era proteger a los musulmanes que residían y trabajaban las tierras de las 25 aldeas colindantes.

## Descripción
Se trata de una construcción de planta cuadrangular con altos muros, torreones en las esquinas y torre del homenaje en el centro, todas ellas ataluzadas y de sección cuadrada. 
Las torres se caracterizan por la sobriedad de líneas, fabricadas en tapial y mampostería. El estado de conservación de la fortificación es muy deficiente habiéndose perdido gran parte de la muralla exterior y los parámetros superiores de las torres. 

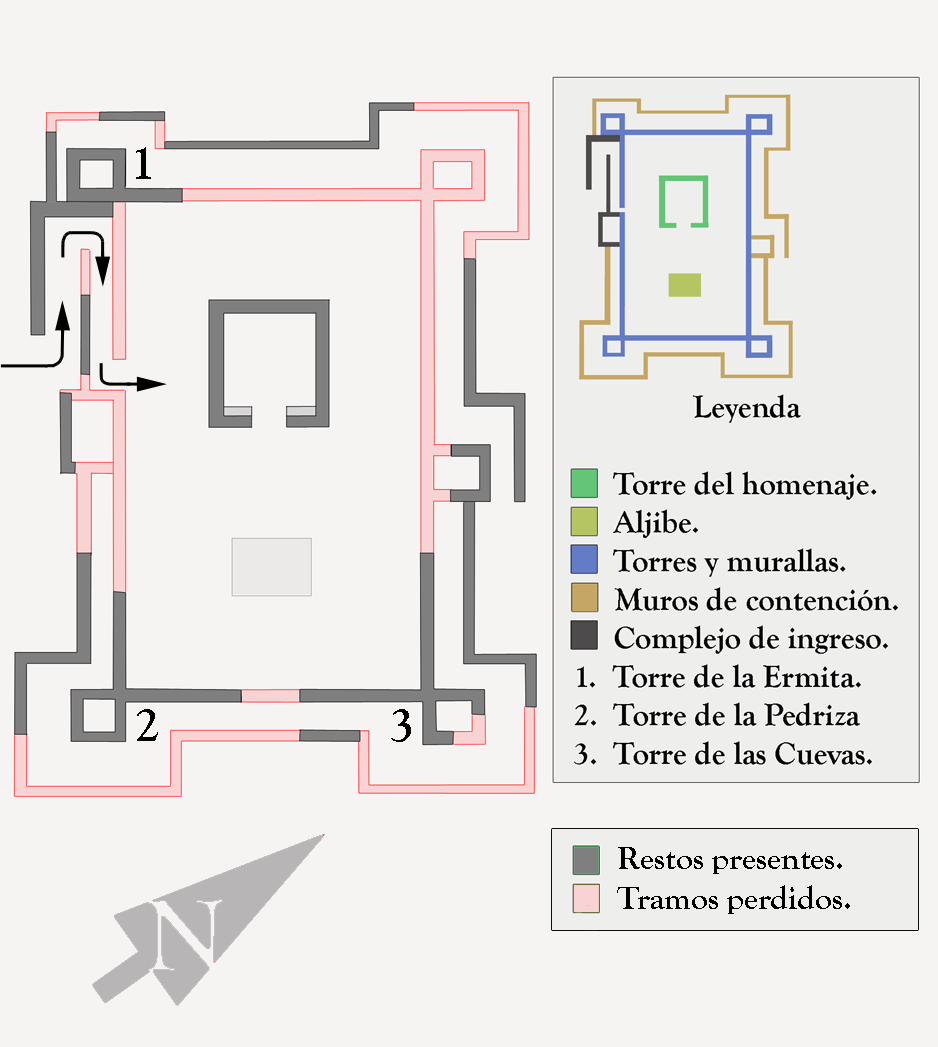
Plano del castillo y principales elementos.

La torre de la esquina sur, denominada de la Pedriza, tiene en la actualidad 7 metros de altura y un espesor en sus muros de 0,7 metros. La torre de la Cueva, en el extremo oriental ha sufrido el desmoronamiento de sus muros exteriores conservándose únicamente los muros adosados a la muralla. La torre de la Ermita situada en la esquina occidental del recinto es la que presenta un mejor estado de conservación debido posiblemente a que se encuentra firmemente asentada sobre la zona amesetada del cerro a diferencia de las otras tres que se construyeron sobre taludes en los acantilados. Tiene en la actualidad 10 metros de altura y una entrada desde el exterior cuya función se desconoce. La cuarta torre, en el extremo norte, se encuentra completamente destruida y apenas se conservan los parámetros inferiores correspondientes al talud.

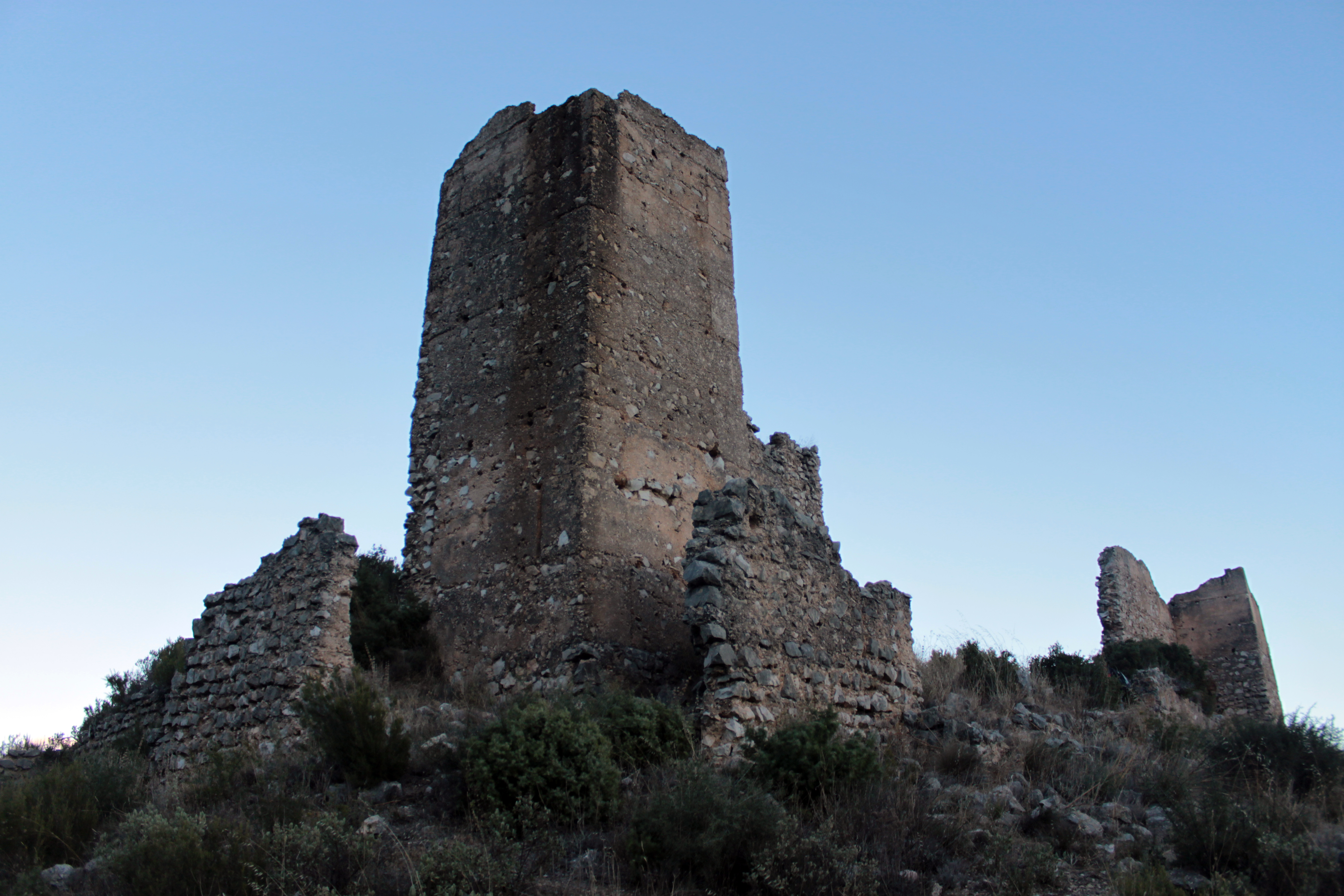
Torre occidental del castillo.

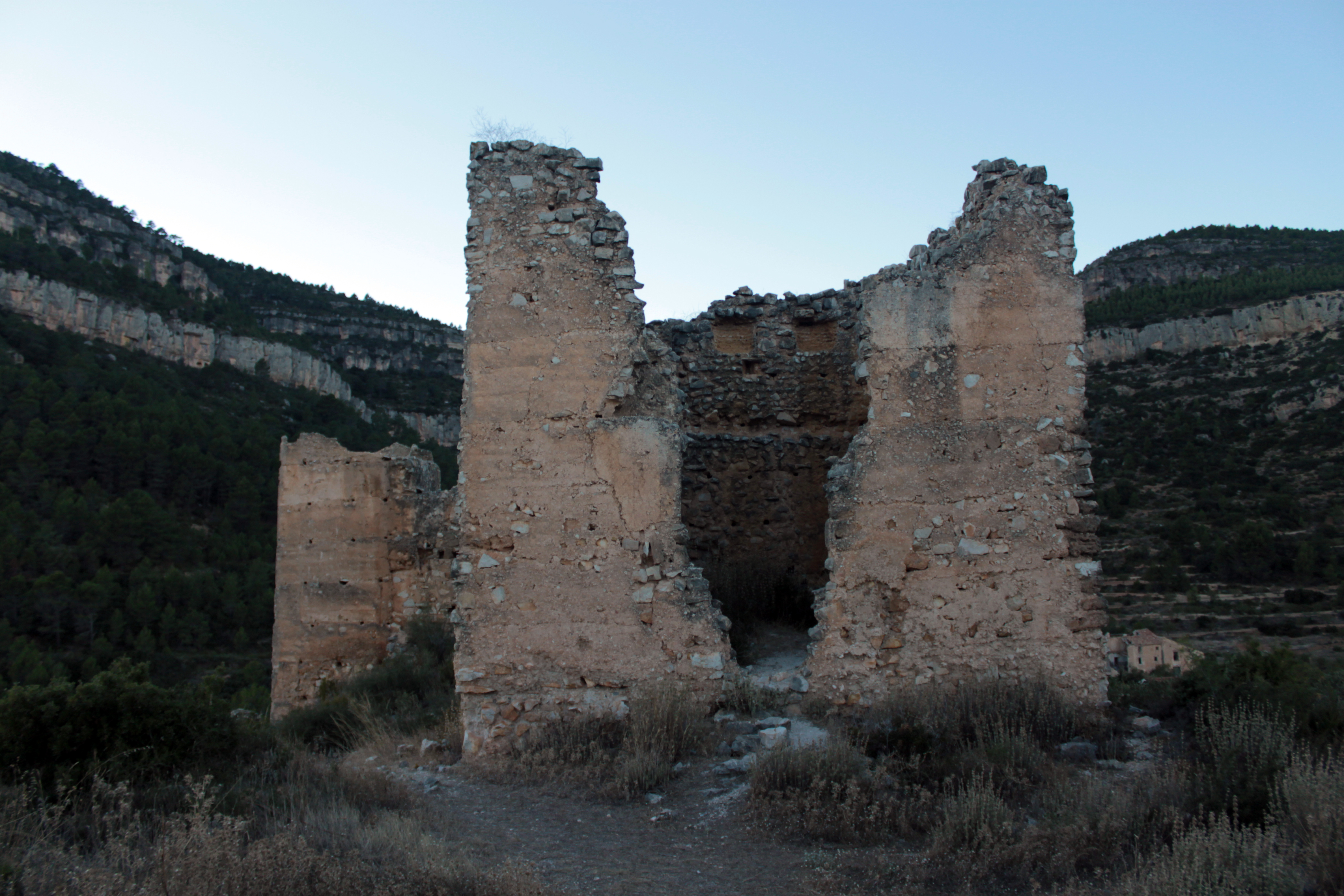
Torre del Homenaje.

Las cuatro torres esquineras se encontraban unidas por una muralla de tapial y mampuestos, técnica constructiva similar al del resto de los elementos, de la que actualmente se conserva una longitud de unos escasos 27 metros. Adosadas a la muralla en los lados de mayor longitud dos pequeñas torres macizas hoy prácticamente desaparecidas servirían de refuerzo para la construcción y posiblemente definieran la estructura acodad que permitía la entrada a la fortificación. Al exterior de la muralla y las torres y siguiendo su perfil se localiza una barbacana que actuaba como antemuro y muro de contención. Esta construcción única poseía dos funciones diferentes según se trate del sector oeste, donde actuaría como segunda muralla y en el este donde actuaba de basamento para el enrasamiento del resto de estructuras y talud que impediría el deslizamiento del terreno hacia los acantilados. La entrada a la fortificación debía realizarse por la muralla sur donde la barbacana realizaba un acodo.
En el centro del recinto limitado por las murallas y torres se sitúa la torre del homenaje. De esta torre se conservan los cuatro parámetros si bien se ha perdido la parte superior de sus muros. Tiene actualmente poco más de diez metros de altura con una anchura de medio metro, una entrada en su muro sur que en su origen era más pequeña que en la actualidad y unas dimensiones de aproximadamente 7 a 7,10 metros de lado. Poseía un sótano hoy colmatado por los derrumbes del techado que actuaría como almacén. La planta superior, en el caso de haber estado presente, se ha perdido por completo. Frente a la puerta de la torre del homenaje una explanada haría las funciones de albacar, recinto destinado para el ganado, y según algunos investigadores un aljibe.